# معاوية (ولاية سطيف)
معاوية (بالإنجليزية : M'aouia) هي مدينة وبلدية تابعة إداريا وإقليميا إلى دائرة بني عزيز التابعة إلى ولاية سطيف الجزائرية، تقع على بعد 54 كلم شمال شرق مدينة سطيف، وهي بلدية يمارس سكانها الزراعة، وتربية الماشية والدواجن، والصناعة والحرف التقليدية، كما ستشهد في المستقبل القريب مشروع منطقة صناعية سيوفر الكثير من مناصب الشغل..

## لمحة عن المنطقة
تقع بلدية معاوية شمال شرق مدينة سطيف , يحدها من الشرق ولاية ميلة , ومن الغرب بلدية الدهامشة، ومن الشمال بلدية بني عزيز، ومن الشمال الشرقي بلدية عين السبت ومن الجنوب بلدية جميلة , ومن الجنوب الغربي بلدية بني فودة.
وتتربع على مساحة تقدر بـ: 84.03 كلم2 , وقد بلغ عدد سكانها حسب إحصائيات 2004 :8900.50 نسمة, أما نشأتها فكانت سنة 1984 , بها أثناء التقسيم الإداري للبلديات وكانت إبان ثورة التحرير تابعة إلى الولاية الثانية.
عرفت بلدية معاوية ممارسات عسكرية إستعمارية عنيفة إبان سنوات الثورة الكبرى، وقد أنشأت القيادة الفرنسية في إقليمها خمسة عشرة (15) مركزا عسكريا على غرار المعاقل الأخرى عبر التراب الوطني وذلك منذ سنة 1956 , وهذه المراكز هي :
المصالحة الإدارية المختصة، مركز الجيش الفرنسي، مراكز المدفعية، نوادي الضباط الفرنسيين، مطارات عسكرية مراكز الحركة والقومية، مراكز الدفاع الذاتي، مراكز التعذيب والتقتيل الجماعي، السجون، وأبراج وحواجز المراقبة.
أولا : المركز العسكري ” عين الأورانة ” : أنشئ هذا المعقل العسكري في المكان المعروف عند السكان باسم & الجنان & سنة 1956 حيث بني عدد من الثكنات والمرافق العسكرية من بينها : نادي الضباط، سكن خاص للنقيب قائد المشاة، ثكنة خاصة بالمدفعية ودهاليز
و أقبية للمعتقلين المحبوسين تحت الأرض، وغرف أخرى فوق الرض مبنية بالإسمنت المسلح وموصدة بأبواب من الحديد يحشر فيها المعتقلون قبل أن يمر إلى مرحلة التعذيب.
ولقد تميز هذا المعسكر الفرنسي يتفوق عدد الحركة والقومية الذين عاتوا في الأرض فساد فعذبوا وقتلوا وأحرقوا المنازل ونهبوا الأموال واعتدوا على كل الحرمات، وتجاوزا الخطوط الحمراء في الأخلاق الدينية، وفي معاملة بني جلدتهم الذين كثيرا ما عذبوهم أبشع تعذيب مثل : إرغامهم الجلوس فوق أفواه الزجاجات المهشمة
و إحراقهم نافثة النار Chalumeau , وهناك من قطعوهم إربا إربا، ومنهم من علقوهم في أعمدة الكهرباء وثبتوهم بالمسامير في الأعمدة وفي جذوع الشجر ثم تعذيبهم بالماء والكهرباء والصابون وبالجافيل ونهش الكلاب التي لعبت دورا فعالا في مساعدة الجيش الفرنسي.
ثانيا : مركز المصالح الإدارية المختصة SAS
لقد أنشئ هذا المعقل سـنة 1956 بإقليم الأورانة سابقا بلدية معاوية حاليا.
وبعد استقرار عساكره، بدأ في تجنيد الحركة لتعزيز المركز وتدعيم صفوفه أمام رجال الثورة الأشاوس، وتم تجنيد حولي 50 شابا من أبناء المنطقة، وراح يفرض سيطرته على سكان الناحية بصورة مستعمرة لا سيما بين 1959 إلى 1962 , إذ استطاع خلال هذه الفترة أن يفك النظام السياسي للثورة في تلك المشاتي المجاورة ظاهريا على الأقل.
و قتل أغلب المجاهدين وأبناء الشعب، ولم يبقى منهم إلا القليل وقد تم إحصاء الشهداء الذين قتلوا من قبل جنود هذا المركز بحوالي مائتي شهيد على الأقل، بالإضافة إلى التخريب والتدمير الذي ألحق بممتلكات السكان التي اختصبها جنود الاحتلال وبنى فوقها مباني خاصة، وبعد الاستقلال أعيدت إلى أصحابها.
و الخلاصة أن أبناء بلدية معاوية قد لقنوا جنود العدو الفرنسي إبان حرب التحرير الجزائرية دروسا عالية في الشجاعة والشهامة والكرامة والفداء وضحوا بكثير من فلذات أكبادهم وأرزاق أولادهم وحلي نسائهم من أجل إعادة واسترجاع بسمة الحرية وإشراقة الأمل لهذا الوطن المفدى.

## عن البلدية
معاوية بلدية جزائرية تابعة إقليمياً وإداريا إلى دائرة بني عزيز، الكائنة في ولاية سطيف الجزائرية، تقع منطقة معاوية في الجهة الشمالية الشرقية لـ عاصمة الهضاب العليا ولاية سطيف، شمال شرق مركز الولاية مدينة سطيف و منطقة عين السبت منطقة جبلية، متوسط ارتفاعها يتراوح ما بين 700 متر فوق سطح البحر وإلى 1800 متر، وهي منطقة فلاحية وزراعية وقطب لنشاطات الصناعة والحرف التقليدية.....

## حقائق سريعة
- معاوية بلدية جزائرية تابعة إقليمياً وإدارياً إلى دائرة بني عزيز التابعة إلى ولاية سطيف الجزائرية.
- تقع بلدية معاوية شمال شرق الجزائر، في الجهة الشمالية الشرقية لـ عاصمة الهضاب العليا ولاية سطيف، شمال شرق مركز الولاية مدينة سطيف الجزائرية في الجهة الشرقية من إقليم الهضاب العليا، وفي الإقليم الشمال الشرقي الجزائري.
- تقع بلدية معاوية على دائرة عرض : 36.3749436 و خط طول : 5.6401894 وعلى ارتفاع 1400 متر فوق سطح البحر، في الموقع الفلكي 36° 23′ 52″ شمالاً, 5° 41′ 55″ شرقاً.
- يمر بـ بلدية معاوية الطريق الوطني رقم 77 (N77).
- يوجد بـ بلدية معاوية شبكة من الطرق البلدية والتي تربط جميع الأماكن الحضرية، والتجمعات السكانية بـ البلدية ببعضها البعض.
- يبعد مركز ولاية سطيف مدينة سطيف عن بلدية معاوية بـ 54 كلم.

## التركيبة السكانية
ككل المناطق والبلديات الجزائرية يحتل الشباب النسبة الأكبر من عدد سكان بلدية معاوية.

## التركيبة العرقية
سكان بلدية معاوية من العرب،و البربر(الأمازيغ) المعروفين يـ كتامة.

## اللغة
يتكلم سكان بلدية معاوية اللهجة العربية الجزائرية الشرقية، ويجيدون اللغة العربية الفصحى.

## الدين
سكان بلدية معاوية هم من المسلمين. المالكية في الفقه، والأشعرية في العقيدة، والجنيدية في المنهج، الرحمانية في الطريقة...

## الديموغرافيا
غالبية سكان بلدية معاوية يتبعون الزاوية الرحمانية، وهم على الطريقة الرحمانية الحفناوي، الخلوتية، البكرية.

## القانون
يطبق في بلدية معاوية قوانين ولاية سطيف، وقوانين الجمهورية الجزائرية الديمقراطية الشعبية.

## الاقتصاد
تتميز بلدية معاوية بتنوع الأنشطة الاقتصادية فيها، كالفلاحية منها وبجميع أنواعها من الزراعة، وتربية المواشي، والدواجن، كما تعرف المنطقة نشاطاً مميزا في مجال الصناعات التقليدية.

### الفلاحة
تعرف بلدية معاوية نشاطات فلاحية متنوعة، كالزراعة وتربية الماشية، والدواجن، وتربية النحل..

#### الزراعة
تتميز بلدية معاوية بكثافة وتنوع النشاط الزراعي بها..

#### تربية المواشي
تعرف بلدية معاوية بتربية المواشي، بمختلف أنواعها، من أبقار، وماعزٍ، وضأن.

#### تربية الدواجن
تعرف بلدية معاوية، بكثرة مؤسسات تربية، الدواجن وبجميع أنواعها.

#### تربية النحل وإنتاج العسل
تعرف بلدية معاوية نشاطاً متميزاً في مجال تربية النحل وإنتاج العسل الحر الطبيعي، وتعرف بجودة ووفرة هذا المنتوج...

### الصناعة التقلليدية والحرف
تتميز بلدية معاوية بكثرة النشاط في مجال الصناعة التقليدية..

### التجارة
تعرف بلدية معاوية مؤخرا نشاطات تجارية مختلفة...

## الثقافة
تعرف بلدية معاوية في الآونة الأخيرة نشاط فكري وثقافي نوعي...

## الرياضة
تعرف بلدية معاوية اهتماما بالغا بالمجال الرياضي وبمختلف تخصصاته، ويتركز اهتمام شباب بلدية (معاوية) بكرة القدم في الدرجة أولى، وكرة السلة تشكل ثاني اهتمامات شباب بلدية معاوية، كما يوجد نشاط مميز في مجال كرة اليد، وكرة الطائرة، وكرة الصالات، ورياضة تنيس، وكرة الطاولة، وتعرف المنطقة اهتماما خاصا برياضة السباحة، والفروسية، ورياضة الفيتنس، وكمال الأجسام، ورفع الأثقال، وتعرف المنطقة أيضا نشاطاً مكثفا في مجال رياضة الفنون القتالية (الفنون الدفاعية).

## البيئة
تتميز معاوية بتضاريسها الجبلية الوعرة، وغاباتها الكبيرة والكثيفة، والتي تتوفر على أشجار، وغطاء نباتي متنوع، وأراضي زراعية خصبة.

## جغرافيا
توجد بلدية معاوية شمال شرق البلاد (الجزائر)، ضمن الإقليم الشمالي الشرقي الجزائري، وفي إقليم الهضاب العليا، في الجهة الشرقية من الإقليم، وبالضبط بـ عاصمة الهضاب العليا (ولاية سطيف)، في الجهة الشمالية الشرقية من الولاية، على دائرة عرض : 36.3749436 و خط طول : 5.6401894، وعلى ارتفاع 1400 متر فوق سطح البحر.

### الموقع
توجد بلدية معاوية ضمن دائرة بني عزيز الواقعة يـ عاصمة الهضاب العليا ولاية سطيف الكائنة الجمهورية الجزائرية الديمقراطية الشعبية، على دائرة عرض : 36.3749436 و خط طول : 5.6401894، ويقدر ارتفاعها عن سطح البحر بحوالي 1400 م، وتتواجد البلدية في منطقة جبلية وعرة، ضمن سلسلة جبال الأطلس التلي.
* الموقع الجغرافي:
معاوية M'aouia
- الإحداثيات: 36°23′52″N 5°41′55″E / 36.39778°N 5.69861°E
- الموقع الفلكي : 36° 23′ 52″ شمالاً , 5° 41′ 44 شرقاً
- دائرة عرض : 36.3749436
- خط طول : 5.6401894
- الارتفاع : 1400

### الطبوغرافيا
تقع بلدية معاوية شمال شرق الجزائر، شمال شرق عاصمة الهضاب العليا ولاية سطيف، شمال شرق مركز ولاية سطيف مدينة سطيف على دائرة عرض : 36.3749436 و خط طول : 5.6401894، وعلى ارتفاع 1400 متر فوق سطح البحر، في الموقع الفلكي : 36° 23′ 52″ شمالاً , 5° 41′ 55 شرقاً، بـ إقليم الهضاب العليا، في الجهة الشرقية منه، وضمن الإقليم الشمال الشرقي الجزائري، تكثر بها التجمعات السكانية، والأماكن الحيوية، وتتمركز في كل أماكن قطر المنطقة، وسطاً، وشمالاً وجنوباً، وشرقاً، وغرباً...

## مناخ
- مناخ معاوية (أقاليم مناخية: Csa)

* الطقس : معاوية (ولاية سطيف) M'aouia 
تتميز بلدية معاوية بشتاء بارد وممطر، كما تعرف المنطقة هطول ثلوج كثيفة لأيام عديدة من فصل الشتاء، وبداية فصل الربيع " كالعديد من المناطق الداخلية الجزائرية "، أما فصل الصيف فهو حار نسبيا وجاف.
| البيانات المناخية لـبلدية معاوية (ولاية سطيف)                                                              | البيانات المناخية لـبلدية معاوية (ولاية سطيف) | البيانات المناخية لـبلدية معاوية (ولاية سطيف) | البيانات المناخية لـبلدية معاوية (ولاية سطيف) | البيانات المناخية لـبلدية معاوية (ولاية سطيف) | البيانات المناخية لـبلدية معاوية (ولاية سطيف) | البيانات المناخية لـبلدية معاوية (ولاية سطيف) | البيانات المناخية لـبلدية معاوية (ولاية سطيف) | البيانات المناخية لـبلدية معاوية (ولاية سطيف) | البيانات المناخية لـبلدية معاوية (ولاية سطيف) | البيانات المناخية لـبلدية معاوية (ولاية سطيف) | البيانات المناخية لـبلدية معاوية (ولاية سطيف) | البيانات المناخية لـبلدية معاوية (ولاية سطيف) | البيانات المناخية لـبلدية معاوية (ولاية سطيف) |
| الشهر | يناير                                         | فبراير                                        | مارس                                          | أبريل                                         | مايو                                          | يونيو                                         | يوليو                                         | أغسطس                                         | سبتمبر                                        | أكتوبر                                        | نوفمبر                                        | ديسمبر                                        | المعدل السنوي                                 |
| --- | --------------------------------------------- | --------------------------------------------- | --------------------------------------------- | --------------------------------------------- | --------------------------------------------- | --------------------------------------------- | --------------------------------------------- | --------------------------------------------- | --------------------------------------------- | --------------------------------------------- | --------------------------------------------- | --------------------------------------------- | --------------------------------------------- |
| الدرجة القصوى °م (°ف)                                                                                      | 19.3 (66.7)                                   | 21.0 (69.8)                                   | 24.1 (75.4)                                   | 28.3 (82.9)                                   | 32.0 (89.6)                                   | 31.6 (88.9)                                   | 33.5 (92.3)                                   | 38.0 (100.4)                                  | 35.2 (95.4)                                   | 32.0 (89.6)                                   | 23.0 (73.4)                                   | 20.7 (69.3)                                   | 38.0 (100.4)                                  |
| متوسط درجة الحرارة الكبرى °م (°ف)                                                                          | 8.5 (47.3)                                    | 9.0 (48.2)                                    | 10.9 (51.6)                                   | 11.2 (52.2)                                   | 12.1 (53.8)                                   | 18.6 (65.5)                                   | 24.0 (75.2)                                   | 30.7 (87.3)                                   | 22.1 (71.8)                                   | 15.2 (59.4)                                   | 10.6 (51.1)                                   | 7.3 (45.1)                                    | 15.0 (59.0)                                   |
| المتوسط اليومي °م (°ف)                                                                                     | 6.1 (43.0)                                    | 7.1 (44.8)                                    | 8.6 (47.5)                                    | 9.4 (48.9)                                    | 12.6 (54.7)                                   | 17.5 (63.5)                                   | 20.2 (68.4)                                   | 18.2 (64.8)                                   | 16.4 (61.5)                                   | 11.4 (52.5)                                   | 10.4 (50.7)                                   | 8.9 (48.0)                                    | 12.2 (54.0)                                   |
| متوسط درجة الحرارة الصغرى °م (°ف)                                                                          | 3.6 (38.5)                                    | 2.1 (35.8)                                    | 2.2 (36.0)                                    | 3.5 (38.3)                                    | 8.0 (46.4)                                    | 9.3 (48.7)                                    | 12.3 (54.1)                                   | 15.6 (60.1)                                   | 10.7 (51.3)                                   | 9.5 (49.1)                                    | 6.1 (43.0)                                    | 3.4 (38.1)                                    | 7.2 (45.0)                                    |
| أدنى درجة حرارة °م (°ف)                                                                                    | −6.0 (21.2)                                   | −7.6 (18.3)                                   | −4.0 (24.8)                                   | −2.2 (28.0)                                   | 1.0 (33.8)                                    | 4.0 (39.2)                                    | 6.7 (44.1)                                    | 9.0 (48.2)                                    | 7.0 (44.6)                                    | 2.0 (35.6)                                    | −4.0 (24.8)                                   | −5.0 (23.0)                                   | −7.6 (18.3)                                   |
| الهطول مم (إنش)                                                                                            | 58.6 (2.31)                                   | 52.3 (2.06)                                   | 54.8 (2.16)                                   | 45.2 (1.78)                                   | 35.5 (1.40)                                   | 16.9 (0.67)                                   | 7.9 (0.31)                                    | 10.2 (0.40)                                   | 24.4 (0.96)                                   | 26.4 (1.04)                                   | 30.5 (1.20)                                   | 60.1 (2.37)                                   | 422.8 (16.66)                                 |
| متوسط الأيام الممطرة (≥ 1 mm)                                                                              | 9                                             | 7                                             | 6                                             | 7                                             | 10                                            | 5                                             | 8                                             | 9                                             | 16                                            | 14                                            | 18                                            | 22                                            | 131                                           |
| متوسط الأيام المثلجة (≥ 1 cm)                                                                              | 22                                            | 18                                            | 19                                            | 16                                            | 0                                             | 0                                             | 0                                             | 0                                             | 1                                             | 4                                             | 8                                             | 10                                            | 98                                            |
| متوسط الرطوبة النسبية (%)                                                                                  | 67.9                                          | 55.3                                          | 60.1                                          | 60.6                                          | 54.0                                          | 43.8                                          | 34.8                                          | 40.9                                          | 52.9                                          | 54.3                                          | 63.8                                          | 67.7                                          | 54.7                                          |
| المصدر #1: الإدارة الوطنية للمحيطات والغلاف الجوي (فترة : 1961–1990)                                       |                                               |                                               |                                               |                                               |                                               |                                               |                                               |                                               |                                               |                                               |                                               |                                               |                                               |
| المصدر #2: climatebase.ru (الدرجات القصوى، الرطوبة) المصدر الثالث : Climate Zone (الأيام الممطرة والمثلجة) |                                               |                                               |                                               |                                               |                                               |                                               |                                               |                                               |                                               |                                               |                                               |                                               |                                               |

## مواضيع ذات صلة

### وصلات داخلية
- ولاية سطيف
- دائرة بني عزيز